# Boże (Mrągowo)
Pour les articles homonymes, voir Boże.
Boże est un village de Pologne, situé dans le gmina de Mrągowo, dans le powiat de Mrągowo, dans la voïvodie de Varmie-Mazurie.
En 2021, le village compte 532 habitants.